# Libanice
Libanice (Duits: Libanitz) is een gehucht binnen de Tsjechische gemeente Honbice in de regio Pardubice en maakt deel uit van het district Chrudim. Het dorp ligt op 1 km afstand van Honbice en op 7 km afstand van de stad Chrudim.
Libanice telt 71 inwoners.

## Geografie
Libanice langs de Ježděnkabeek en aan de Ježděnecplas. Het gehucht ligt in de vallei van drie heuvels: in het oosten de Kameniceheuvel op 297 meter boven zeeniveau, in het zuidwesten de Kopecheuvel op 301 meter boven zeeniveau en in het westen de Tři Bubnyheuvel op 303 meter boven zeeniveau.

## Geschiedenis
De eerste schriftelijke vermelding van Libanice dateert van 1472. Het gehucht veranderde in de loop der tijd vaak van eigenaar.
In 1835 bestond het gehucht (toen Libanitz genaamd) uit 26 huizen en 192 inwoners. Er waren een zuivel- en schapenboerderij in het gehucht. Libanice viel qua parochie onder die van Hrochův Týnec. Tot het midden van de 19e eeuw bleef Libanice onderworpen aan de heerlijkheid Nassaberg.
Na de afschaffing van landheren in 1849 werd Libanice een dorp binnen de gemeente Honbice in de regio Chrudim. In 1869 had Libanice 230 inwoners en in 1880 310. In 1900 woonden er 244 mensen in het dorp. In 1920 scheidde Libanice zich af van Honbice om een eigen gemeente te vormen. In 1961 werd Libanice weer toegevoegd aan Honbice. Bij de volkstelling van 2001 woonden er 77 mensen in 32 huizen.

## Bezienswaardigheden
- Klokkentoren en kruis op het dorpsplein;
- Monument voor de gevallenen van de Eerste Wereldoorlog, op een voetstuk van Tomáš Masaryk, uit 1930.

## Geboren in Libanice
- Antonín Profous (1878-1953), taalkundige

## Galerij

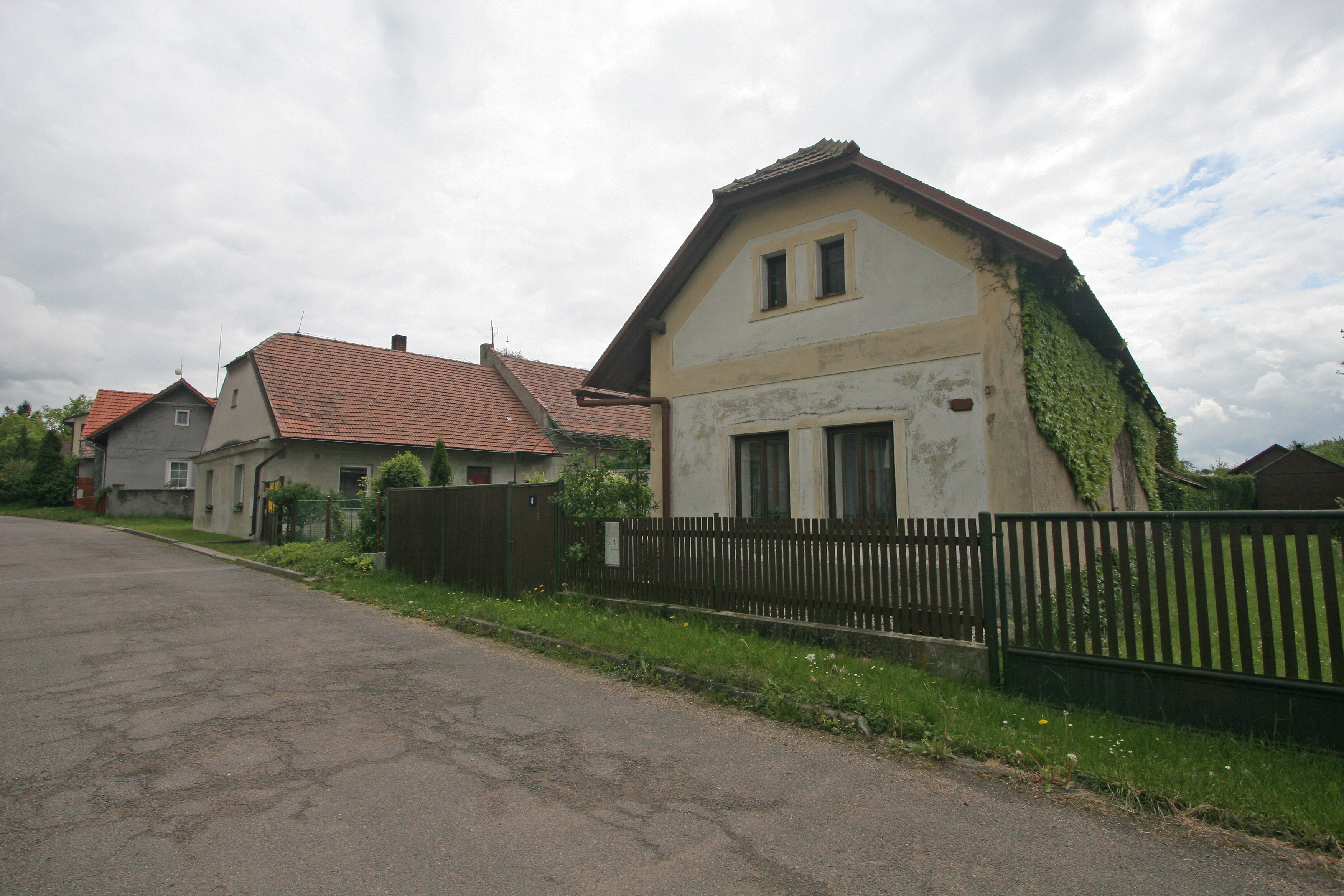
Straat in Libanice (1)
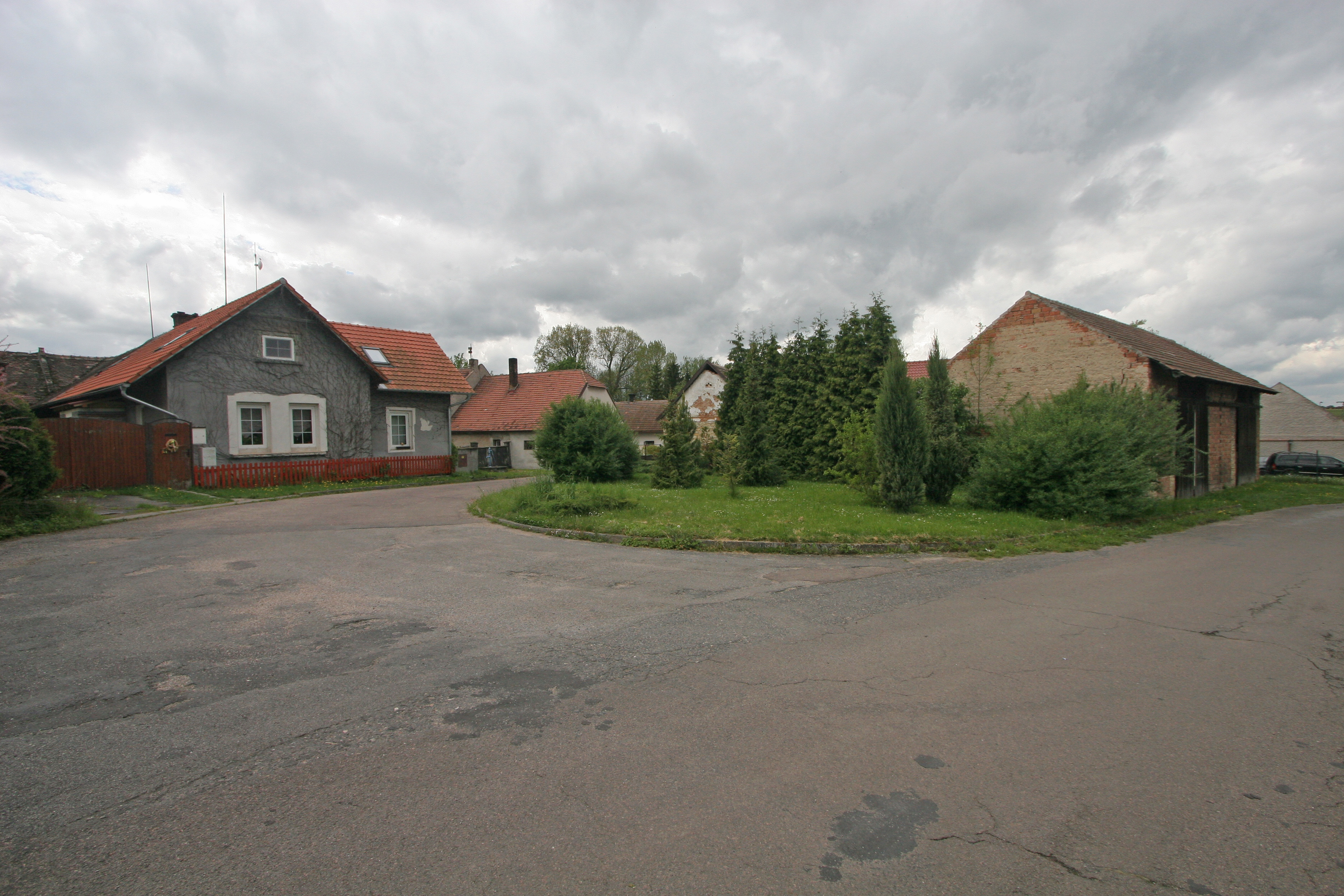
Huizen in Libanice
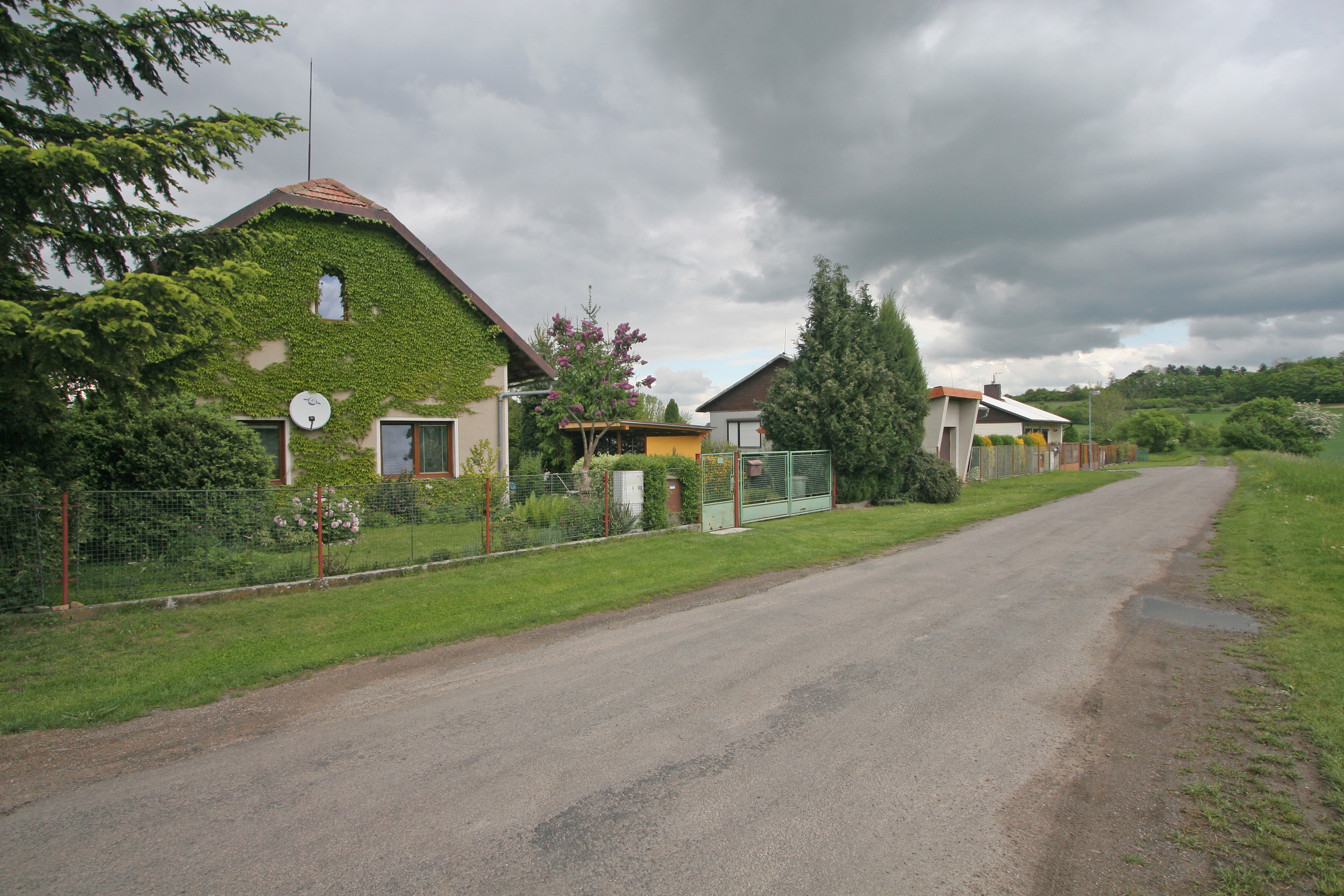
Straat in Libanice (2)
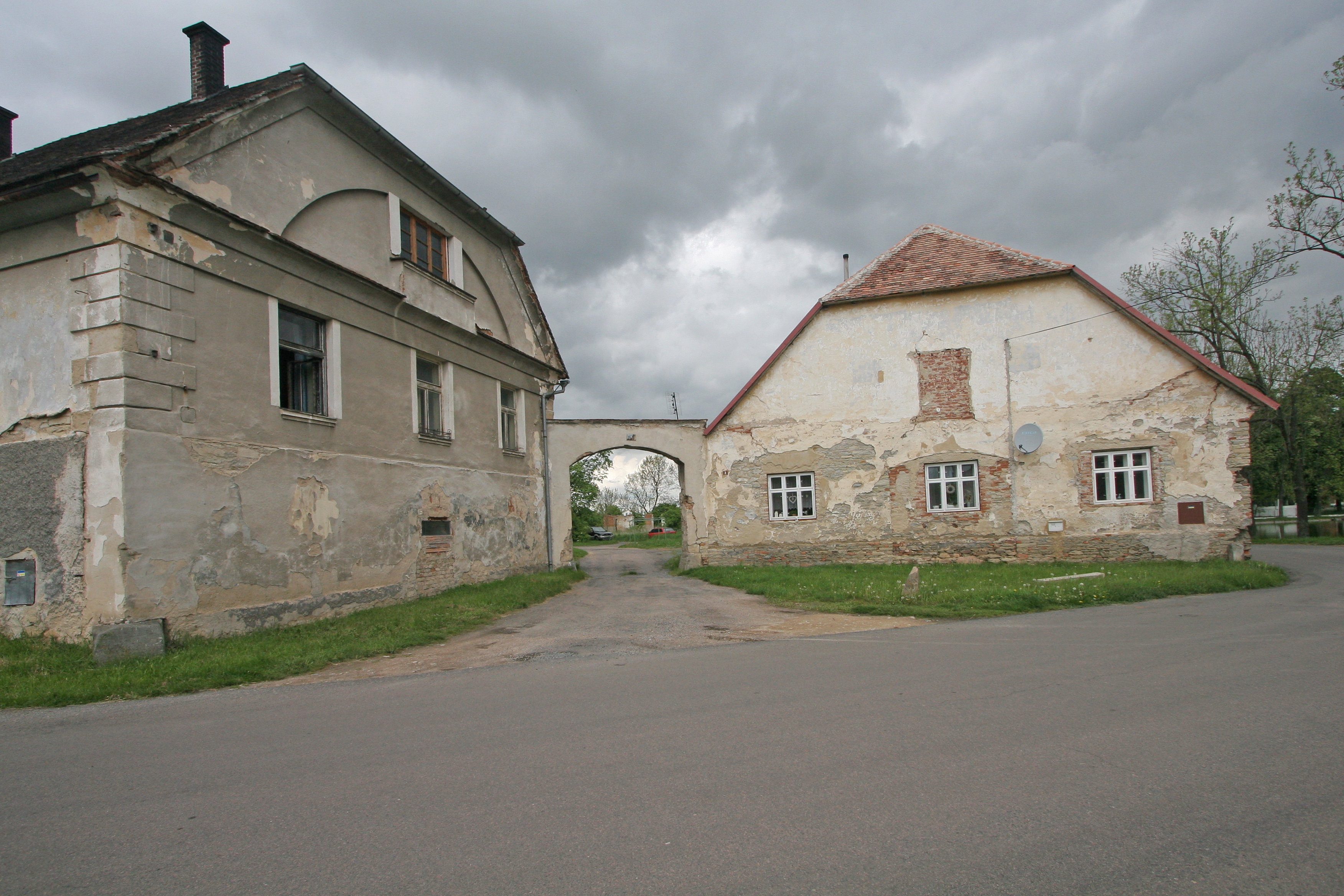
Huizen met poort
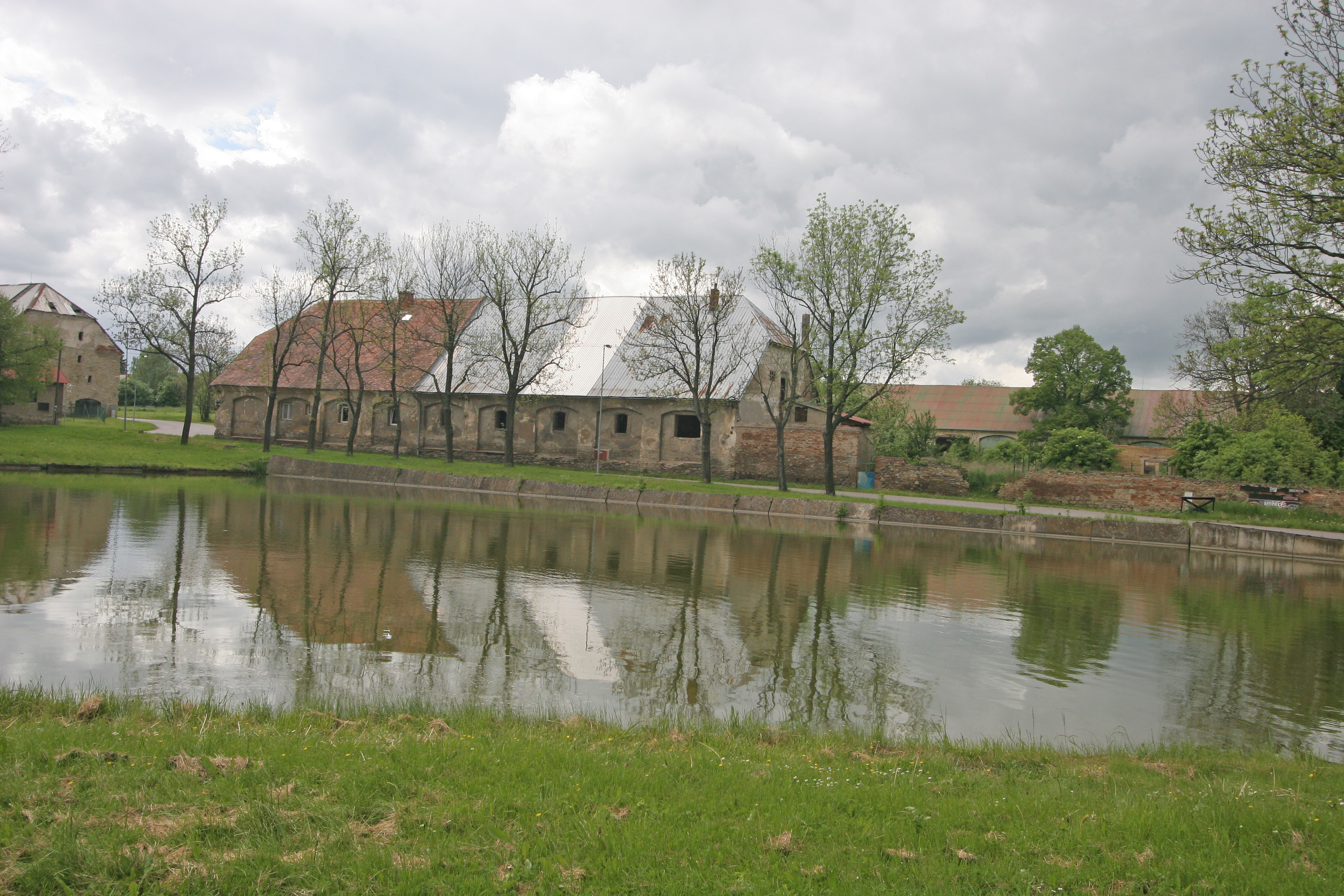
Boerderij bij de Ježděnecplas

Barchov ·
Bezděkov ·
Borek ·
Brloh ·
Břehy ·
Bukovina nad Labem ·
Bukovina u Přelouče ·
Bukovka ·
Býšť ·
Časy ·
Čeperka ·
Čepí ·
Černá u Bohdanče ·
Dašice ·
Dolany ·
Dolní Roveň ·
Dolní Ředice ·
Dříteč ·
Dubany ·
Hlavečník ·
Holice ·
Holotín ·
Horní Jelení ·
Horní Ředice ·
Hrobice ·
Choltice ·
Choteč ·
Chrtníky ·
Chvaletice ·
Chvojenec ·
Chýšť ·
Jankovice ·
Jaroslav ·
Jedousov ·
Jeníkovice ·
Jezbořice ·
Kasalice ·
Kladruby nad Labem ·
Kojice ·
Kostěnice ·
Křičeň ·
Kunětice ·
Labské Chrčice ·
Lány u Dašic ·
Lázně Bohdaneč ·
Libišany ·
Lipoltice ·
Litošice ·
Malé Výkleky ·
Mikulovice ·
Mokošín ·
Morašice ·
Moravany ·
Němčice ·
Neratov ·
Opatovice nad Labem ·
Ostřešany ·
Ostřetín ·
Pardubice ·
Plch ·
Poběžovice u Holic ·
Poběžovice u Přelouče ·
Podůlšany ·
Pravy ·
Přelouč ·
Přelovice ·
Přepychy ·
Ráby ·
Rohovládova Bělá ·
Rohoznice ·
Rokytno ·
Rybitví ·
Řečany nad Labem ·
Selmice ·
Semín ·
Sezemice ·
Slepotice ·
Sopřeč ·
Sovolusky ·
Spojil ·
Srch ·
Srnojedy ·
Staré Hradiště ·
Staré Jesenčany ·
Staré Ždánice ·
Starý Mateřov ·
Stéblová ·
Stojice ·
Strašov ·
Svinčany ·
Svojšice ·
Tetov ·
Trnávka ·
Trusnov ·
Třebosice ·
Turkovice ·
Uhersko ·
Úhřetická Lhota ·
Újezd u Přelouče ·
Újezd u Sezemic ·
Urbanice ·
Valy ·
Vápno ·
Veliny ·
Veselí ·
Vlčí Habřina ·
Voleč ·
Vysoké Chvojno ·
Vyšehněvice ·
Zdechovice ·
Žáravice ·
Živanice